# Priscilla Lane
Priscilla Lane (Indianola, Iowa, Estats Units, 12 de juny de 1915 − Andover, Massachusetts, 4 d'abril de 1995) va ser una actriu estatunidenca.

## Biografia
Els seus pares es van traslladar poc abans del seu naixement a una casa gran de vint-i-dos habitacions, on ella i els seus quatre germanes van ser capaços d'aprendre i gaudir de la música i el cant durant la infància.
Va estudiar a l'« Eagin School of Dramatic Arts » a Nova York abans d'anar de gira amb les seves germanes Leotar, Rosemary i Lola amb Fred Waring i la Pennsylvanians Dance Band. Es va convertir en una popular cantant i cinc anys més tard, el 1937, va signar un contracte amb els estudis de la Warner Brothers.
El 1937, va rodar el primer film de la seva carrera: Varsity Show de William Keighley.
Un any més tard, va rodar amb dues de les seves germanes la pel·lícula Somnis de joventut de Michael Curtiz adaptació de la novel·la Sister act. Aquest va ser un dels grans èxits de la seva carrera. A Un somni de joventut, van seguir dues pel·lícules, Four Wives el 1939 i Four Mothers el 1941.
El 1939, va interpretar la promesa de James Cagney a Els turbulents anys vint al costat de Humphrey Bogart. Aquesta pel·lícula de Raoul Walsh va ser el ressort que necessitava per impulsar la seva carrera a Hollywood.
El 14 gener de 1939 es va casar amb Oren Haglund per finalment anul·lar el matrimoni l'1 de maig d'aquell mateix any.
El 1942, Frank Capra imposa l'actriu en el paper d'Elaine Harper en la comèdia Arsènic per compassió davant Cary Grant. Però la pel·lícula no es va poder estrenar fins dos anys més tard, ja que, segons el que estipulava el contracte no podia estar la pel·lícula als cinemes mentre encara es representava a Broadway.
Aquest mateix any, Alfred Hitchcock es veu obligat a contractar-la a la seva pel·lícula Saboteur amb Robert Cummings. No era l'actriu que volia per a aquest paper, trobava que era massa banal, però va obtenir el paper gràcies al suport de la Universal. La seva actuació a Saboteur va ser reconeguda per la crítica en l'estrena.
El 22 de maig de 1942, es va casar amb el coronel Joseph A. Howard de l'U.S. Air Force; el seu matrimoni va durar fins a la mort d'ell el 18 de maig de 1976. Junts van tenir quatre fills. Igual que les seves germanes, va aturar ràpidament la seva carrera per dedicar-se plenament al seu paper com a mare.
El 1948, va tornar en una pel·lícula negra: Bodyguard amb Lawrence Tierney, que serà la seva última aparició a la pantalla.
El 1994, se li va diagnosticar un càncer de pulmó. La van ingressar a una llar d'avis a Andover, Massachusetts, a prop del seu fill Joe i la seva família. Va morir el 4 d'abril de 1995 als 79 anys, a conseqüència de la seva malaltia. Es van celebrar grans funerals a l'Església de St Matthew i va ser enterrada al Cementiri Nacional d'Arlington amb el seu marit.

## Filmografia
- 1937: Varsity Show: Betty Bradley
- 1938: Love, Honor and Behave: Barbara Blake
- 1938: Men Are Such Fools: Linda Lawrence Hall
- 1938: Cowboy from Brooklyn: Jane Hardy
- 1938: Four Daughters: Ann Lemp
- 1938: Brother Rat: Joyce Winfree
- 1939: Yes, My Darling Daughter: Ellen Murray
- 1939: Daughters Courageous: Buff Masters
- 1939: Dust Be My Destiny: Mabel Alden
- 1939: Els turbulents anys vint: Jean Sherman, després Jean Hart
- 1939: Four Wives: Ann Lemp Dietz
- 1940: Brother Rat and a Baby: Joyce Winfree
- 1940: Three Cheers for the Irish: Maureen Casey
- 1941: Four Mothers: Ann Lemp Deitz
- 1941: Million Dollar Baby: Pamela 'Pam' McAllister
- 1941: Blues in the Night: Ginger 'Character' Powell
- 1942: Saboteur: Patricia "Pat" Martin
- 1942: Silver Queen: Coralie Adams
- 1943: The Meanest Man in the World: Janie Brown
- 1944: Arsènic per compassió (Arsenic and Old Lace): Elaine
- 1947: Fun on a Weekend: Nancy Crane
- 1948: Bodyguard: Doris Brewster